# Panik (1946)
Panik ist ein Spielfilm des Regisseurs Julien Duvivier, der dem Film noir zugerechnet wird. Er basiert auf dem Roman Die Verlobung des Monsieur Hire von Georges Simenon aus dem Jahr 1933. Er ist in schwarz-weiß gedreht.

## Handlung
In der Pariser Vorstadt Villejuif steigt ein Mann am zentralen Platz aus dem Bus. Auf dem Weg zum Metzger macht er Fotos von einem Stadtstreicher. Es handelt sich um Monsieur Hire, der seit einigen Jahren ein Zimmer im örtlichen Hotel bewohnt. Er gilt bei der Bevölkerung als verschrobener Außenseiter. Beim Aufbau einer Kirmes entdecken die Arbeiter in einem Müllhaufen eine Frauenleiche. Sie wird als Fräulein Noblet identifiziert. Alice trifft in der Stadt ein und trifft sich heimlich mit Alfred Chartier. Sie berichtet ihm, dass sie früher entlassen worden sei und dafür versprechen musste, „ihnen“ zu helfen. Sie ging für Alfred ins Gefängnis, um ihm ihre Liebe zu beweisen. Hire passt Alice am Hotel ab. Sie solle Alfred fragen, wo Fräulein Noblets Tasche mit 7000 Francs versteckt ist, und empfiehlt ihr einen Dr. Varga. Als Alice Alfred um den Kauf eines Mantels bittet, sagt er zunächst, dass er dafür das Geld nicht habe, gesteht ihr gegenüber dann aber, dass er Noblet umgebracht habe, da sie ihm versprochenes Geld nicht gegeben habe. Er habe ihre dabei zerbrochene Uhr um eine halbe Stunde vorgestellt und sei dann Karten spielen gegangen.
Alice sucht Dr. Varga auf. Es handelt sich, wie sie erwartet hat, um Hire, der in einer Wohnung Lebensberatung anbietet. Sie gibt zu, dass sie über die Tat Alfreds Bescheid weiß und bittet Hire um Hilfe. Hire sagt, dass er einen unwiderlegbaren Beweis hätte. Sie könne die Polizei informieren, solle aber zumindest Alfred aus dem Weg gehen. Offensichtlich hat er sich auch in Alice verliebt. Sie hält allerdings zu Alfred, ihr Besuch diente nur dazu, herauszufinden, was Hire weiß. Nun geht auch Alfred zu Hire. Dieser konfrontiert ihn damit, dass er ihn wohl umbringen wolle, er habe aber Vorkehrungen getroffen und ein Brief würde ihn verraten. Alfreds Messerattacke wird von Hire abgewehrt, der ihn ohrfeigt und hinauswirft. Alfred berät sich mit Alice, die meint, dass man einen Beweis gegen Hire finden müsste. Sie holen Noblets Tasche, die Alfred vergraben hatte. Alice nimmt sie an sich mit dem Plan, sie in Hires Zimmer zu verstecken.
Alice geht zu Hire und sagt ihm, dass sie Angst vor Alfred habe und bei Hire bleiben wolle. Der lädt sie ein, mit ihm am nächsten Tag zu einem Ort zu fahren, der ihr die Angst nehme. Es handelt sich um ein verlassenes Haus auf der „Wolfsinsel“. Es gehört Hire, vor Jahren ist er von hier fortgegangen. Sie schauen ein Fotoalbum an. Obwohl er nie beliebt gewesen sei, war er verheiratet und hatte einen guten Freund. Beide habe er verloren, anschließend fotografierte er nur noch „das Elend“. Er lebte nur noch in seinen Büchern und wollte keine Gefühle mehr entwickeln, bis er Alice traf. Hire macht ihr einen Heiratsantrag. Sie sagt, dass sie ihm ihre Antwort am Abend in seinem Zimmer überbringe.
Derweil erzählt Alfred in der Autowerkstatt, in der er arbeitet, dass Hire hypnotisiere und mit Nadeln töten könne. Metzger Capoulade verbreitet dies unter seinen Kunden weiter. In der Kneipe wird über Hire diskutiert. Der Steuerbeamte Sauvage soll ihn zur Rede stellen, aber als Hire tatsächlich auftaucht, um eine Flasche Champagner zu kaufen, verlässt ihn der Mut. Alice besucht Hire am Abend und geht scheinbar auf seinen Antrag ein. Als er den Champagner holt, versteckt sie die Tasche hinter dem Heizkörper. Derweil sucht der Polizeisekretär Michelet Alfred auf, sieht sich in dessen Wohnung um und stellt ihm Fragen zu seinem Alibi.
Alfred möchte „weiter die Aufregung schüren, dann genügt ein Funke und alles gerät in Brand“. Alice ist der Meinung, „das wird Schlimmes anrichten“, streitet aber ab, Mitleid mit Hire zu haben. Ihre Antwort an Alfred sei immer „Ich liebe dich“. Während sie auf die Kirmes zum Damen-Ringkampf gehen, sammeln Alfreds Helfer die empörten Bürger und ziehen mit ihnen zum Hotel. Dort bemächtigen sie sich des Zimmerschlüssels und packen Hires Sachen in Koffer, die sie vor dem Hotel abstellen. Schließlich wird Noblets Tasche „gefunden“. Es wird sofort verbreitet, dass nun Hire als Mörder überführt sei. Als man Alfred und Alice die Nachricht überbringt, drängt das ganze Kirmes-Publikum auf den Platz vor dem Hotel. Verschiedene Gerüchte und Falschmeldungen werden verbreitet, Panik breitet sich aus. Alfred drängt Alice, Hire telefonisch herbeizurufen, „bevor sich die Aufregung legt“. Sie zögert, aber er erinnert sie an seine Liebe zu ihr. So bewegt sie Hire unter dem Vorwand, sie habe mit Alfred Schluss gemacht und der sei nun völlig außer sich, mit dem Taxi zum Platz zu kommen. Michelet wird gerufen. Die Menge zieht sich etwas zurück, als er darauf hinweist, Hire sei möglicherweise bewaffnet.
Als Hire ankommt, wird er zu Boden gestoßen und ausgelacht. Es gibt „Mörder“-Rufe und der Mob ist kaum zu halten, bis einer ruft „er schießt gleich“, woraufhin die Menge zurückweicht. Hire flüchtet über die Außentreppe eines Gebäudes, während die Leute „Tod dem Mörder“ rufen. Durch eine Wohnung gelangt er auf das Dach des Nachbarhauses. Polizeikräfte treffen ein, die ihm folgen. Hire rutscht auf der Dachschräge ab, kann sich aber noch an der Dachrinne festhalten. Alice kann es kaum mitansehen und muss von Alfred gestützt werden. Der Einsatzleiter fordert die Feuerwehr mit der Drehleiter an. Die Leiter ist etwas zu weit entfernt, und als Hire die Hand eines Feuerwehrmannes ergreifen will, stürzt er ab. Der Arzt stellt sofort seinen Tod fest. Michelet findet Hires Fotoapparat und zieht eine Aufnahme aus der Fototasche. Die Leiche wird mit einem Wagen weggebracht und die Bevölkerung weggeschickt. Alfred fühlt sich beobachtet und drängt Alice in ein Karussell. Der Polizeikommissar fragt Michelet, was er da habe, worauf dieser antwortet: „Monsieur Hires Testament“. Auf der Rückseite der Fotografie steht: Photographie des Mordes an Fräulein Noblet durch Alfred Chartier, am Abend des 5. September auf der Brache südlich des Festplatzes, wohin ich gegangen war, um meine Notdurft zu verrichten. Die Polizisten beschließen, Alfred festzunehmen, nachdem er „seine letzte Runde gedreht“ habe.

## Synchronisation
Die deutsche Synchronfassung entstand durch die Helios-Film in den Ateliers der Wien-Film am Rosenhügel. Ein Dr. Landau schrieb das Dialogbuch und Karl von Ziegelmayr führte Regie. Als Regieassistent fungierte Heinz Brabetz, der Tonmeister war Oskar Nekut.
| Rolle           | Darsteller      | Synchronsprecher |
| --------------- | --------------- | ---------------- |
| Monsieur Hire   | Michel Simon    | Otto Löwe        |
| Alice           | Viviane Romance | Erika Berghöfer  |
| Alfred Chartier | Paul Bernard    | Herbert Lenobel  |

## Rezeption
„Panik beweist in jeder Einstellung jene Magie der Selbstverständlichkeit im schöpferischen Prozess, so als müsse man hier um nichts ringen und schon gar nicht was versuchen, weil die Sache einfach klar ist, weshalb man nur die Kamera laufen lässt und der Rest passiert von allein. Es ist einer der wenigen Filme [...] deren Synthese von Präzision und Poesie beim Zuschauer zwar das Wissen um dessen Großartigkeit wachruft, in der Konsequenz des Dramas jedoch kaum zu ertragen ist. Denn obwohl er Georges Simenons Vorlage im Detail nicht treu bleibt, überträgt er dessen Quintessenz zur Menschennatur im Allgemeinen und im Besonderen ohne Wenn und Aber auf die Leinwand.“

## Veröffentlichung
Panik wurde erstmals im September 1946 auf dem Venedig Film Festival gezeigt. In die Kinos kam der Film ab Januar 1947.

## Sonstiges
Weitere Verfilmungen von Simenons Roman gab es ein Jahr später mit dem spanisch-portugiesischen Spielfilm Barrio von Ladislao Vajda und 1989 von Patrice Leconte unter dem Titel Monsieur Hire (deutsch Die Verlobung des Monsieur Hire).